# Moersbergen
Moersbergen is een natuurgebied bij Doorn in de Nederlandse provincie Utrecht. Het is een park en bossen met lanen, afgewisseld door akkers en weiden, rondom Kasteel Moersbergen. In 1962 werd het kasteel met bijbehorende gronden geschonken aan Het Utrechts Landschap.

## Beheer
Het beheer door Utrechts Landschap richt zich op het omvormen van het productiebos naar een natuurlijker bos met inheemse, ongelijkjarige bomen en met een groot aandeel dood hout.
Het landgoed ligt op de overgang van de voedselarme zandgronden van de Utrechtse Heuvelrug naar de voedselrijke gronden van het Kromme Rijngebied. Er groeien verder vooral eiken en beuken, maar ook essen, iepen, lindes en haagbeuken. De aanplant van lindes moet ervoor zorgen dat de bodem minder zuur en rijker aan humus wordt. Doordat lindes kalk uit de ondergrond naar boven halen wordt de humuslaag kalkrijker. Zo krijgen bosplanten als de bosanemoon, salomonszegel en witte klaverzuring een kans. Utrechts Landschap vervangt daarom geleidelijk de naaldbomen op het landgoed door winterlindes. Op het landgoed groeien ook zoete kers, hazelaar, boswilg, ratelpopulier en wilde peer. Op het landgoed komen vossen, hazen, eekhoorns en vleermuizen voor. Veel dieren vinden nestgelegenheid in het oude bos met veel holle bomen.

## Hoog Moersbergen
Na de aankoop van het noordelijker gelegen Hoog Moersbergen in het midden van de 18e eeuw was het landgoed op z’n grootst, ongeveer 750 hectare. Het landhuis Hoog Moersbergen dat in 1905 op de toen nog kale Utrechtse Heuvelrug werd gebouwd is in 1935 afgebroken. Enkel een groepje taxussen en acacia's herinneren nog aan het buitenhuis.